# Субиз, Жан V де Партенэ
Жан V де Партенэ л’Аршевек, сеньор де Субиз (фр. Jean V de Parthenay-L'Archevêque, sieur de Soubise; 1512 — 1 сентября 1566) — французский военачальник середины XVI века.

## Биография
Видный протестантский полководец, один из первых дворян Пуату. Прославил себя ещё при Генрихе II во время войн в Тоскане, что дало ему возможность довольно часто присутствовать при дворе герцогини Феррарской, которая обратила его в кальвинизм. По возвращении во Францию он стал ярым приверженцем и пропагандистом кальвинизма.
Во время первой религиозной войны вступил в армию принца Конде и был с ним при Мо и Тальси, участвовал в захвате Орлеана (1562). Затем был назначен командиром гарнизона Лиона и защищал город от атак Таванна и Немура.

## Семья
- Отец: Жан IV де Партенэ л’Аршевек
- Мать: Мишель де Санбонн дю Френ
- Жена: Антуанетта Бушар д’Обетерр